# ボール・アンド・チェイン (1989年のアルバム)
『ボール・アンド・チェイン (Ball N' Chain)』 は、アメリカ合衆国のレコードレーベル、アーフーリー・レコードが1989年にリリースした、ビッグ・ママ・ソーントンの音源を集めたコンピレーション・アルバム。アルバム名は、表題曲「ボール・アンド・チェイン」から採られている。
1968年には、同じくアーフーリー・レコードから、ビッグ・ママ・ソーントンのほか、ラリー・ウィリアムズ、ライトニン・ホプキンスの楽曲を集めた、本作とは内容の異なる同名のLPアルバム『ボール・アンド・チェイン (Ball and Chain)』がリリースされている。

## 収録曲
| #   | タイトル                                       | 作詞・作曲                             |
| --- | ---------------------------------------------- | -------------------------------------- |
| 1.  | 「Sweet Little Angel」                         |                                        |
| 2.  | 「Unlucky Girl」                               |                                        |
| 3.  | 「Swing It On Home」                           |                                        |
| 4.  | 「Little Red Rooster」                         |                                        |
| 5.  | 「Hound Dog（ハウンド・ドッグ）」              | ジェリー・リーバーとマイク・ストーラー |
| 6.  | 「Your Love Is Where It Ought To Be」          |                                        |
| 7.  | 「School Boy」                                 |                                        |
| 8.  | 「My Heavy Load」                              |                                        |
| 9.  | 「I'm Feeling Alright」                        |                                        |
| 10. | 「Sometimes I Have A Heartache」               |                                        |
| 11. | 「Black Rat」                                  |                                        |
| 12. | 「Life Goes On」                               |                                        |
| 13. | 「Bumble Bee」                                 |                                        |
| 14. | 「Gimme A Penny」                              |                                        |
| 15. | 「Wade In The Water」                          |                                        |
| 16. | 「Ball 'N' Chain（ボール・アンド・チェイン）」 | ビッグ・ママ・ソーントン               |